# Liste der Baudenkmale in Blowatz
In der Liste der Baudenkmale in Blowatz sind alle denkmalgeschützten Bauten der mecklenburgischen Gemeinde Blowatz und ihrer Ortsteile aufgelistet. Grundlage ist die Veröffentlichung der Denkmalliste des Kreises Nordwestmecklenburg mit dem Stand vom 16. September 2020.

## Baudenkmale nach Ortsteilen

### Dreveskirchen
| ID  | Lage                   | Bezeichnung                                                                                | Beschreibung | Bild                                                                                       |
| --- | ---------------------- | ------------------------------------------------------------------------------------------ | --- | ------------------------------------------------------------------------------------------ |
| 282 | Dorfstraße 2           | Pfarrhaus                                                                                  | |                                                                                            |
| 283 | Zum Gutshaus 7 (Karte) | Gutshaus                                                                                   | 2-gesch., 9-achsiger, sanierter Putzbau mit Mezzanin und übergiebeltem Eingang und allgemein nutzbarem Saal; nach Umbau 2013 Kindertagesstätte Kita Ostseekrabben. |                                                                                            |
| 284 | Schulstraße 8 (Karte)  | Kirche mit Friedhof und Torpfeilern sowie Grabittern von 1844 und Kriegerdenkmal 1914/1918 | Gotische Kirche der Backsteingotik; eingezogener, kuppelförmig-kreuzrippengewölber Chor vom 13. Jh. mit reichverziertem Ostgiebel; 2-jochiges, kreuzrippengewölbtes einschiffiges Langhaus von 1260/1270 auf Feldsteinsockel, dazwischen Triumphbogen; neugotischer Westturm mit achtseitigem Spitzhelm vom 19. Jh. auf altem Sockel; Altaraufsatz um 1700, barocke Paul-Schmidt - Orgel von 1754. | Kirche mit Friedhof und Torpfeilern sowie Grabittern von 1844 und Kriegerdenkmal 1914/1918 |

### Alt Farpen
| ID   | Lage            | Bezeichnung                                    | Beschreibung | Bild |
| ---- | --------------- | ---------------------------------------------- | ------------ | ---- |
| 1554 | Lindenweg 41    | Speicher                                       |              |      |
| 1639 | Lindenweg 29-31 | ehem. Remise mit Werkstatt und Fachwerkscheune |              |      |

### Friedrichsdorf
| ID  | Lage                      | Bezeichnung | Beschreibung | Bild |
| --- | ------------------------- | ----------- | --- | ---- |
| 312 | Friedrichsdorf 23 (Karte) | Gutshaus    | 1-gesch., 11-achsiger, sanierungsbedürftiger Putzbau vom Anfang des 18. Jh. mit 2-gesch. Mittelrisalit und Mansarddach. |      |

### Heidekaten
| ID  | Lage | Bezeichnung                         | Beschreibung | Bild |
| --- | ---- | ----------------------------------- | ------------ | ---- |
| 683 |      | Hof Hinrichs (Flur/Flurstück:1/3-1) |              |      |

### Wodorf
| ID   | Lage                 | Bezeichnung                     | Beschreibung | Bild |
| ---- | -------------------- | ------------------------------- | ------------ | ---- |
| 1494 | Nr. 24 (Hof Holz)    | Bauernhof, Wohnhaus und Scheune |              |      |
| 1495 | Nr. 23 (Haus Möller) | ehem. Rauchhaus                 |              |      |
| 1496 | Nr. 22 (Hof Ziems)   | Scheune                         |              |      |

## Ehemalige Denkmale

### Alt Farpen
| ID  | Lage        | Bezeichnung | Beschreibung | Bild |
| --- | ----------- | ----------- | ------------ | ---- |
| 306 | Hauptstraße | Scheune     |              |      |

## Quelle
- Denkmalliste des Landkreises Nordwestmecklenburg (Stand: 9. November 2023; PDF, 1,2 MByte)

- Karte mit allen Koordinaten:
- OSM |
- WikiMap

Alt Meteln |
Bad Kleinen |
Barnekow |
Benz |
Bernstorf |
Bibow |
Blowatz |
Bobitz |
Boiensdorf |
Boltenhagen |
Brüsewitz |
Carlow |
Cramonshagen |
Dalberg-Wendelstorf |
Damshagen |
Dassow |
Dechow |
Dorf Mecklenburg |
Dragun |
Gadebusch |
Gägelow |
Glasin |
Gottesgabe |
Grambow |
Grevesmühlen |
Grieben |
Groß Molzahn |
Groß Stieten |
Hohenkirchen |
Hohen Viecheln |
Holdorf |
Hornstorf |
Insel Poel |
Jesendorf |
Kalkhorst |
Klein Trebbow |
Klütz |
Kneese |
Königsfeld |
Krembz |
Krusenhagen |
Lübberstorf |
Lübow |
Lübstorf |
Lüdersdorf |
Lützow |
Menzendorf |
Metelsdorf |
Mühlen Eichsen |
Neuburg |
Neukloster |
Passee |
Perlin |
Pingelshagen |
Pokrent |
Rehna |
Rieps |
Roduchelstorf |
Roggendorf |
Roggenstorf |
Rögnitz |
Rüting |
Schildetal |
Schlagsdorf |
Schönberg |
Seehof |
Selmsdorf |
Siemz-Niendorf |
Stepenitztal |
Testorf-Steinfort |
Thandorf |
Upahl |
Utecht |
Veelböken |
Ventschow |
Warin |
Warnow |
Wedendorfersee |
Wismar |
Zickhusen |
Zierow |
Zurow |
Züsow